# Amaliendorf-Aalfang

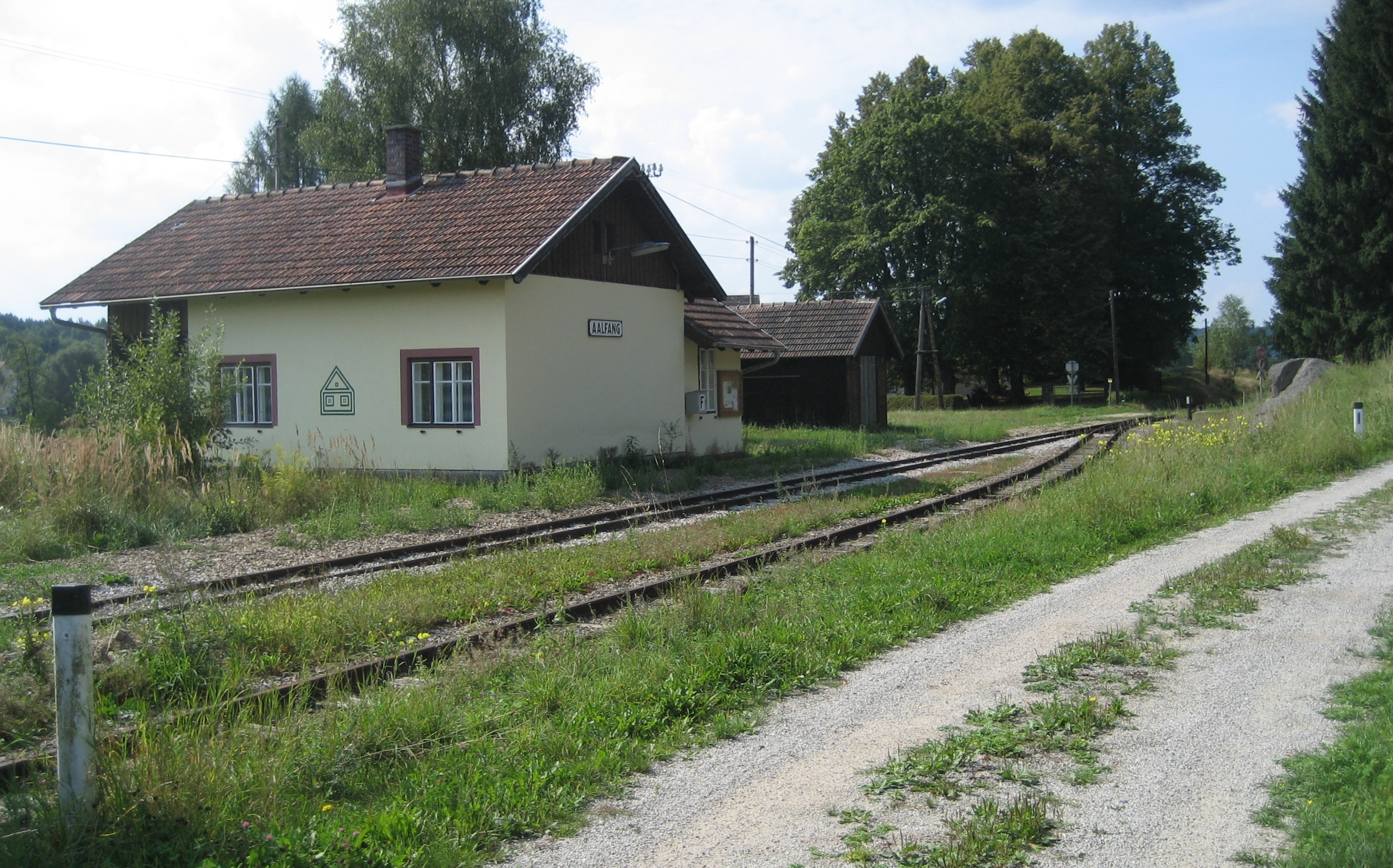
úzkokolejná trať procházející městysem

Amaliendorf-Aalfang je městys v Rakousku ve spolkové zemi Dolní Rakousy v okrese Gmünd. Žije v něm 1 121 obyvatel (podle sčítání z roku 2016).

## Poloha
Amaliendorf-Aalfang se nachází v severozápadní části spolkové země Dolní Rakousy. Jeho rozloha činí 8,04 km², z nichž 41,38 % je jí zalesněných.
Prochází jím silnice B30, spojující Heidenreichstein a Schrems.

### Členění
Území městyse Amaliendorf-Aalfang se skládá ze tří částí (v závorce uveden počet obyvatel k 1. 1. 2015):
- Aalfang (329)
- Amaliendorf (744)
- Falkendorf (40)

## Historie
Název Amaliendorf pochází od jména arcivévodkyně Marie Amálie Rakouské a Aalfang od lovení úhořů.
Obec byla povýšena na městys 28. ledna 1999.

## Osobnosti
- Klaus Peter Arnold (* 1942), ekonomický geograf, žije v Amaliensdorfu
- Ernest Gabmann (* 1949), politik (ÖVP)
- Robert Rada (* 1949), školský inspektor a politik (SPÖ)
- Laura Kamhuber (* 1999), zpěvačka